# ルミネエスト新宿
ルミネエスト新宿（ルミネエストしんじゅく、LUMINE EST）は、新宿駅東口にある駅ビル・ファッションビルである。

## 概要
新宿駅東口において民衆駅を開発・運営することを目的に、1959年に株式会社新宿ステーションビルディングを設立、新宿ステーションビルとして1964年5月20日午前9時30分にオープン。1978年11月17日の全館改装時に一般公募により愛称を決定、マイシティ（MY CITY）に呼称を変更している。
運営会社である株式会社新宿ステーションビルディングの初代社長には、井野碩哉（農林大臣・参議院議員、ビア&カフェBERG（新宿ベルク）経営者井野朋也の祖父）が就任した。
会社設立時には日本国有鉄道（国鉄）は直接出資せず、代わりに駅売店「KIOSK」を運営していた鉄道弘済会が出資した。株主には伊勢丹、髙島屋、新宿を本拠とするスーパーマーケットの丸正、西武グループなどが名を連ねた。当初は髙島屋が新宿店開設を狙ったが、地元の伊勢丹や西武新宿線と西武新宿駅を持つ西武グループが猛反発し競願することとなったため、国鉄の指導により髙島屋、伊勢丹、西武百貨店、地元資本等が均等に出資した寄合百貨店として開業した。
地下1階のうち駅前広場下部分は、地下2階に設置している都市計画駐車場（東京都市計画駐車場第11号新宿駅東口駐車場、株式会社ルミネ運営）の併設地下街として位置づけられており、地下街としての正式名称は「新宿駅東口地下街」である。
新宿駅南口にはルミネ新宿（ルミネ1・ルミネ2）が位置している他、甲州街道口・新南口には同じく株式会社ルミネが運営するファッションビルであるニュウマン（NEWoMan）が店舗を構えている。

## 西武新宿線乗り入れ計画
開業時のキャッチコピーは「250の粒よりの名店＝虹のターミナル」。オープン前日の新聞広告では「山手線、中央線、総武線、西武線、地下鉄、小田急、京王線…新宿ステーションビルは七つの線が集まる『虹のターミナル』です。」とあり、西武新宿線の乗り入れを前提としたキャッチコピーであることがわかる。
オープン当時には西武新宿駅ホームを2階北側に接続させる計画があった。ステーションビルを施工した国鉄東京建築工事局が発行した「東建工」 2号「特集：新宿東口民衆駅」及び「建築界」1964年8月号「新宿東口民衆駅・新宿駅東口地下駐車場」に掲載されたステーションビル竣工時の図面によると、3階に西武駅務室、2階に改札、ホーム事務室、出札室、1階に改札、出札室が設置されることとされている。しかし、ホーム有効長を8両とすることに運輸省が難色を示したため、1965年（昭和40年）3月に乗り入れは断念された。そのため仮駅として開業した西武新宿駅がそのまま西武新宿線の起点駅として使用されることとなった。
東京都公文書館は、所有する「株式会社新宿ステーションビル事業案内」の西武線乗り入れ計画に対応していた一部図面等をフェイスブックで公開しているが、西武線ホームがビルの外にあり、ホームと関係なく2階吹き抜けが設置されていることが分かる。
PHP研究所編『西武鉄道のひみつ』175頁（同社刊）では「オープン当初は『新宿民衆駅ビル』を名乗り、すぐに『新宿ステーションビル』に改称されました。」と書かれているが、実際にはオープン前日の新聞広告には「新宿ステーションビル」と記載されている。
また中村健治著『東京 消えた! 鉄道計画』46頁（イカロス出版刊）には「確保した狭い駅ビル内ではホームの長さが足りないことが判明した」と、ビル内にホーム建設を予定し、2階吹き抜け部分がホーム跡地であるかのような記述があるが、これも誤りである。

## 国鉄分割民営化後
1987年の国鉄分割民営化によりJR東日本が発足したが、新宿地区はJR東日本にとっても極めて重要な拠点であるため、JR東日本は新宿ステーションビルディングに資本参加することによりグループ会社化することを検討してきたが、それに反対する株主が新宿ステーションビルディングの株式を買い集める挙に出た。
西武百貨店（当時はセゾングループ、現：そごう・西武）は1989年、JR東日本にステーションビルの社長交代（反JR派への交代）や役員増員などを要求し、6月の臨時取締役会で西武百貨店からステーションビルへ人材を送り込んだため「マイシティは西武百貨店の植民地と化している」と言われた。しかしJR東日本側も巻き返し、翌1990年6月には西武系役員は退陣するに至った。
この事態を受け、JR東日本は新宿ステーションビルディングと粘り強い交渉を重ね、お互い相協力して新宿東口の再開発を早急に策定し、もって地域経済およびマイシティの発展向上を図ることを確認し、1991年3月に新宿ステーションビルディングがJR東日本を引受先とする第三者割当増資を実施した。これにより、JR東日本は新宿ステーションビルディングおける発行済み株式の50.8%を保有することになった。その後もJR東日本は新宿ステーションビルディングの株式買取を進め、ルミネとの合併前には95.8%の株式を保有していた。
2006年4月1日、同じJR東日本グループである株式会社ルミネに吸収合併され、ルミネ新宿と一体的に運営することとなり、駅ビル名をマイシティからルミネエストに変更。「EST」は東という意味から新宿駅東口を表して名付けられた。

## フロア改装の経緯
マイシティ時代の1980年代にはビル名である「街」を強調し、各フロアを「○階」ではなく「○番街」と名付けていた時期があった。エレベーターガールまでが「ご利用番街をお知らせ下さい」と案内するほど「番街」という用語の使用を徹底させていたが、1992年の地下階の改装とともに「○階」に戻された。
ルミネエストになる数年前からたびたび改装を行い、従来の駅ビル業態よりもターゲットを若い女性に絞り込んだフロア構成となっており、ファッションビルに近い業態になっている。そのためかつては食料品売場があった地下2階も、一部を除いてほぼファッションフロアになっている。
かつては6階に山下書店の本店があり、児童書や有名人のサイン会・握手会などで知られていた。しかし2004年11月23日に撤退している。山下書店跡地は改装を経て雑貨店が数店入ったものの長続きせず、翌2005年10月1日に有隣堂が出店。旧山下書店の利用者を意識し、有名人のサイン会・握手会の開催や近隣大書店との差別化を図った品揃えを行ったものの、業績不振のため2007年1月に閉店した。跡地には2007年3月にセレクトショップ「HANJIRO」新宿店が開店したがこれも閉店。2010年代は、5 - 6階は男性向けのショップが中心となったフロアとなっている。
また1964年5月20日の新宿ステーションビル開業以来、6階フロア中央にて営業していた文房具店「岩下書斎堂」（本社：栃木県）は、山下書店の撤退以降業績不振となり、2005年9月9日に南側エレベーター・エスカレーター脇に移動し、売り場を縮小の上でリニューアルオープンした。業績は持ち直したものの、フロア構成変更のため2007年6月31日に閉店した。跡地は眼鏡店「Zoff」となっている。
このほか、6階にあった印章店も2005年9月に撤退。画材・デザイン用品「トゥールズ」は2005年9月に6階から5階に移転した。
7階・8階のレストランフロアは、2002年11月に改装され「SHUN/KAN」（シュンカン）となった。フロア全体と各店舗の内装をデザイナーがプロデュースしたため、かなりスタイリッシュな雰囲気のフロアになっており人気が回復した。その後、2008年6月に再度改装され「7&8DINNER」（シチハチダイナー）となった。

## フロア構成
- RF（屋上階） - La FESTA BEERGARDEN[12]
- 8階 - curry kitchen VENUS by cafe madu, GUMBO&OYSTER BAR, ビタースイーツ・ビュッフェ、Pizzeria e Dolceria Giulietta, MOKU OLA Dexee Diner, YAKINIKU BOUCHERIEなど[12]
- 7階 - 一風堂、オリエンタルカラーズ、牛たん炭焼 利久、こめらく、Sakura食堂、ザ ステーション グリル、しゃぶしゃぶ野の豚 TONVEGE、CHEESE＆DORIA．SWEETS、甜點菜楼、パエリアン ピーシーズ、pab-sang, 馬馬虎虎、（る）ハレノヒなど[12]
- 6階 - WEGO, XLARGE, CALIFORNIA DEPT, COURTYARD BLUETORNADE, STUSSY, ディッキーズ、HARE, PEAK & PINE, WHO'S WHO gallery, フェリシモ猫部、プログレスニコル、リーショップ、レイジブルー、HMV, トゥールズなど[12]
- 5階 - チューズライフ バイ キャサリンハムネット、ADPOSION, LHP, Casper john, GOSTAR DE FUGA, SHIPS JET BLUE, ジュンレッド、STUDIOUS, Ciaopanic, tk. TAKEO KIKUCHI, NAVAL, NO ID., FREAK'S STORE MEN'S, マインドブロウ、モンキータイム ビューティー&ユース ユナイテッドアローズ、ルールズバイロウドリップ、Lui's, VOGUISH; ヴィレッジヴァンガードなど[12]
- 4階 - ASTORIA ODIER, INDEX, WILLSELECTION, clear, Supreme.la.la, SENSE OF PLACE by URBAN RESEARCH, Te chichi, TIENS ecoute, tocco closet, 31Sons de mode, Doux archives Hamac, Dorry Doll, ノエラ、MISCH MASCH, Rew de Rew, ROPE PICNICなど[12]
- 3階 - alcali, Auntie Rosa, Avan Lily, 179/WG NICOLE CLUB, evelyn, Kastane, KBF, SALON by Chico, ジーナシス、ダブルネーム、Par Avion, ViS, flower, PAGEBOY, MILKFED., Ray Cassin, ワンアフターアナザー ナイスクラップなど[12]
- 2階 - archives, E hyphen world gallery, jouetie, PUNYUS, Heather, マジェスティックレゴン アラモード、merry jenny, more than words, LOWRYS FARMなど[12]
- 1階 - CLEOPATRA fig, JOYRICH, Regalect, Lily Brown tokyo boutique, lilLilly, Ray BEAMS, ROSE BUDなど[12]
- B1（地下1階） - Another Edition, UNGRID, ENVYM, An MILLE, ECLIN, EGOIST, EMODA, EVRIS,  Secret Honey, CIROI, GYDA, SPIRAL GIRL, SLY, CECIL McBEE, dazzlin, DHOLIC, BE RADIANCE, FREE'S MART, MERCURYDUO、moussy, MIIA, MURUA, rienda, RESEXXY, REDYAZEL、レンアイケイカク、ROYAL PARTY、titiy&co、Ravijour、Rodeo Crowns; BERG（ベルク）など[12]
- B2（地下2階） - chambre de charme iki, UNRELISH, N., Omekashi, khaju, KIKKA THE DIARY OF, COLONY 2139, ジェラートピケ、JILL by JILLSTUART, SLOBE IENA, DIESEL, destination Tokyo, HYSTERIC GLAMOUR, BEAUTY&YOUTH UNITED ARROWS, FURFUR, FREAK'S STORE WOMEN'S, ライチなど[12]

## その他
- 1階北側には警視庁新宿警察署新宿駅東口交番がある。